# レアンドロ・フェルナンデス
レアンドロ・セバスティアン・フェルナンデス（Leandro Sebastián Fernández, 1983年1月30日 - ）は、アルゼンチン・ロサリオ出身の元同国代表サッカー選手。現役時代のポジションはディフェンダー。

## 経歴
2006年に移籍したFCディナモ・モスクワではファンの信頼を獲得し、同クラブのファンが選ぶ年間最優秀選手になった。
2017年1月23日、トルネオ・ウルグアージョのダヌービオFCに加入することが発表された。
2003年、FIFAワールドユースでは4位入賞した。2004年夏、アテネオリンピックに出場して金メダルを獲得した。同年のコパ・アメリカでは準優勝した。

## タイトル

### クラブ
ニューウェルズ
- プリメーラ・ディビシオン : 2004アペルトゥーラ

### 代表
アルゼンチン U-23
- オリンピックサッカー : 2004

### 個人
- ディナモ・モスクワ年間最優秀選手 : 2005-06